# El Consejo
El Consejo – miasto położone na północy Wenezueli w stanie Aragua. 

## Demografia
Miasto według spisu powszechnego 21 października 2001 roku liczyło 38 081, 30 października 2011 ludność El Consejo wynosiła 43 720.